# Tragopa bitriangulata
Tragopa bitriangulata är en insektsart som beskrevs av William D. Funkhouser. Tragopa bitriangulata ingår i släktet Tragopa och familjen hornstritar. Inga underarter finns listade i Catalogue of Life.